# سیلیوا پل
سیلیوا پل (به انگلیسی: Silvia Poll) (زادهٔ ۲۴ سپتامبر ۱۹۷۰) شناگر اهل کاستاریکا است.